# Arcanàctides
Arcanàctides o dinastia Arcanactida (en grec antic Αρχαιανακτίδαι) al Bòsfor, sorgida de la unió de diverses ciutats gregues probablement per defensar-se dels atacs d'algunes tribus escites cap a l'any 502 aC. Arcànax (en grec antic Αρχαιάναξ) va ser el fundador de la dinastia. Hauria estat elegit rei per acord general i governà almenys vint anys. L'esmenta Heròdot.
Consten els nom de quatre reis de la dinastia, el mateix Arcànax que haurien estat arconts hereditaris successius de Panticapea. El 438 aC una dinastia probablement d'origen traci, els Espartòquides, la va substituir.